# 포장마차 (영화)
"포장마차"는 한국에서 제작된 최율 감독의 2015년 코미디, 멜로/로맨스 영화이다. 이채담 등이 주연으로 출연하였다.

## 출연
- 이채담
- 김홍제